# 海科 (內華達州)
海科（英語：Hiko）是位於美國內華達州林肯縣的普查規定居民點。

## 歷史
海科的郵局自1867年營運至今。

## 人口
根據2020年美國人口普查的數據，海科的面積為61.49平方千米，當中陸地面積為60.64平方千米，而水域面積為0.85平方千米。當地共有人口124人，而人口密度為每平方千米2.02人。